# گورال‌ها

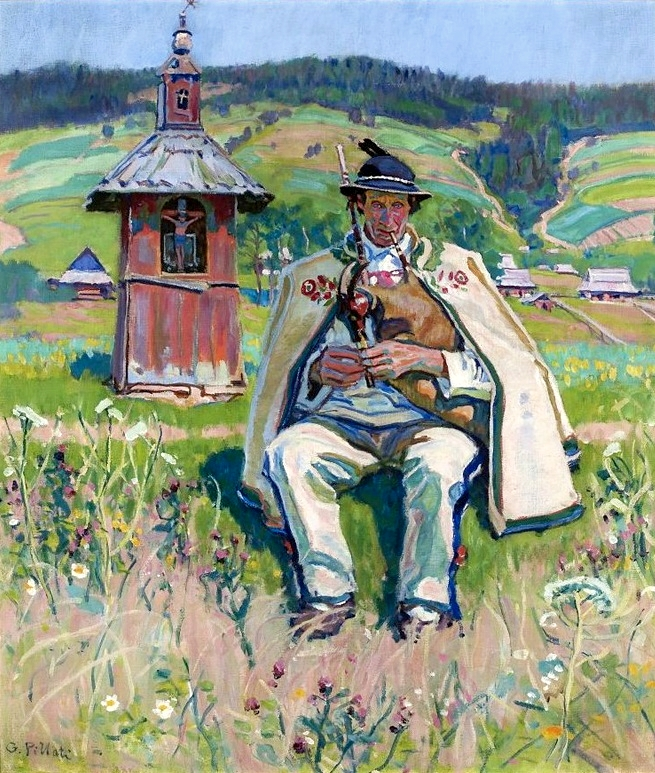
یک مرد گورال با نی‌انبان در منطقهٔ پُدخاله در لهستان

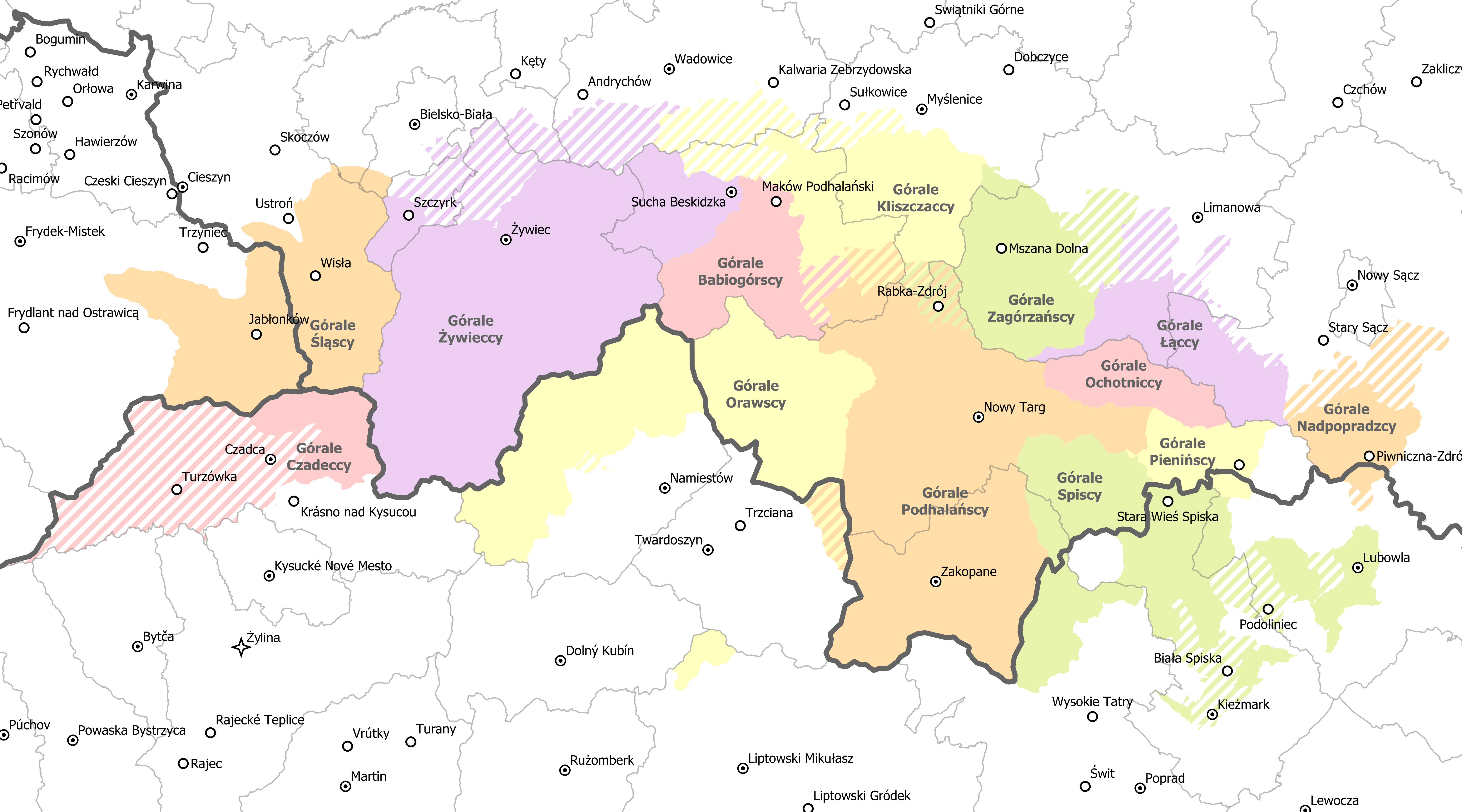
پُدخاله در نقشه سرزمین‌های گورال (محل سکونت گورال‌ها)

گورال‌ها (لهستانی: Górale) یا ساکنان مناطق مرتفع لهستان یک زیرگروه قومی لهستانی هستند که عمدتاً در منطقه سنتی‌شان در جنوب لهستان، شمال اسلواکی و در منطقه چیشن سیلزی در جمهوری چک حضور دارند که در منطقهٔ اخیر تحت عنوان «گورال‌های سیلزی» شناخته می‌شوند.  همچنین دیاسپورای قابل توجهی از گورال‌ها در غرب اوکراین، شمال رومانی و همچنین در شیکاگو، که مقر «اتحادیه کوهستانی‌های لهستانی در آمریکای شمالی» است، زندگی می‌کنند.
سرزمین‌های اصلی گورال عبارتند از:
- نوو تارگ
- زکوپانا
- ژویتس

گویش‌های مختلفی که گورال‌ها بدان تکلم می‌کنند نشات گرفته از زبان‌های اسلاوی غربی، زبان‌های رومی شرقی، زبان‌های لخی و زبان نیاهندواروپایی است.